# Artur Olech
Artur Olech (n. 22 iunie 1940, Liov, RSS Ucraineană – d. 12 august 2010, Wrocław, Polonia) a fost un boxer ce a reprezentat Polonia, medaliat olimpic. A participat la 2 ediții ale Jocurilor Olimpice (1964, 1968) în care a câștigat o medalie de argint.